# Zsolt Detre
Zsolt Detre, född den 7 mars 1947 i Budapest, är en ungersk seglare.
Han tog OS-brons i Flying Dutchman i samband med de olympiska seglingstävlingarna 1980 i Moskva.